# Eliška Martínková
Eliška Martínková (27 de enero de 2002) es una deportista de República Checa que compite en atletismo. Ganó una medalla de bronce en el Campeonato Mundial de Atletismo Sub-20 de 2021, en la prueba de 10 km marcha.